# Drumla

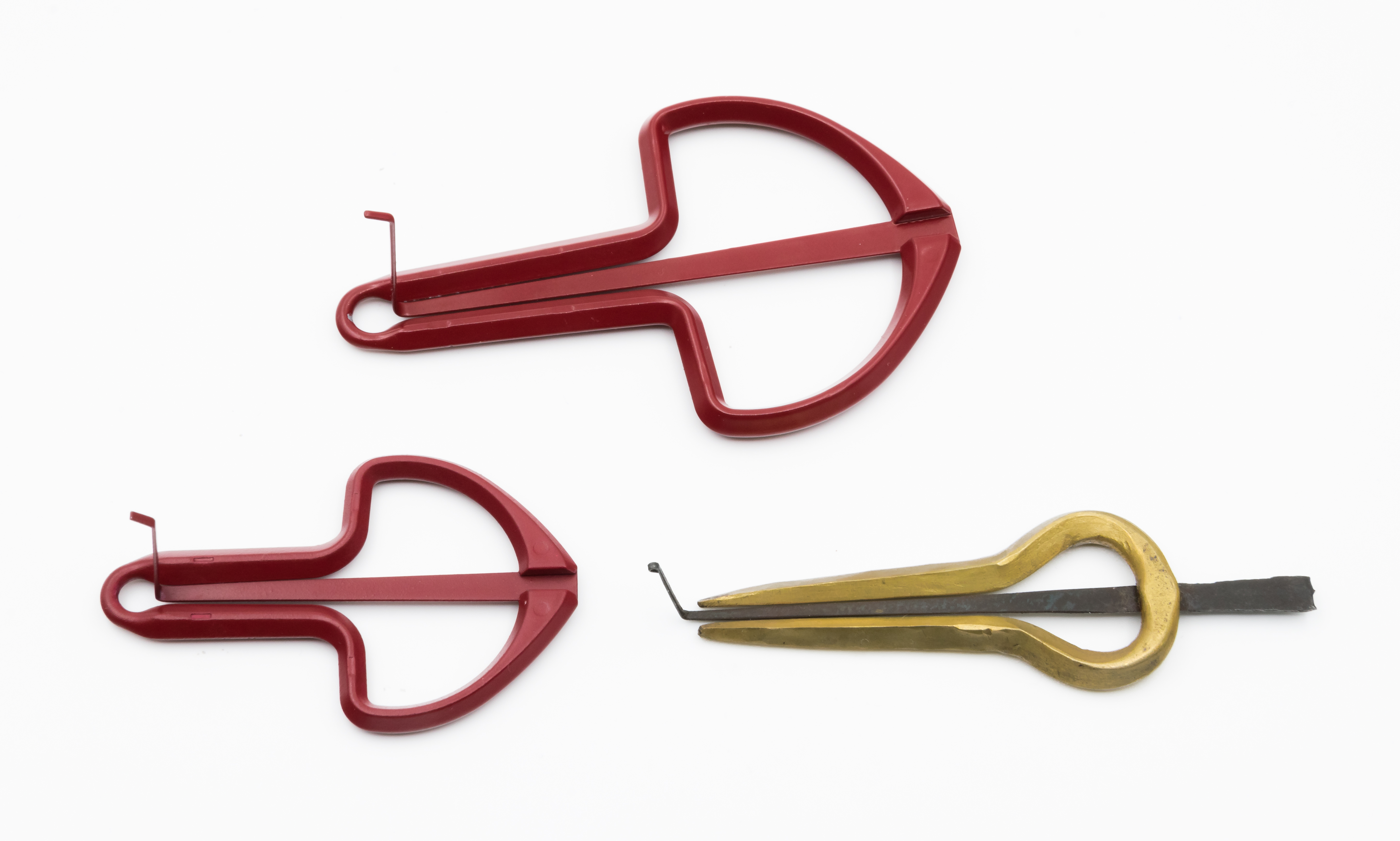
Zestaw drumli

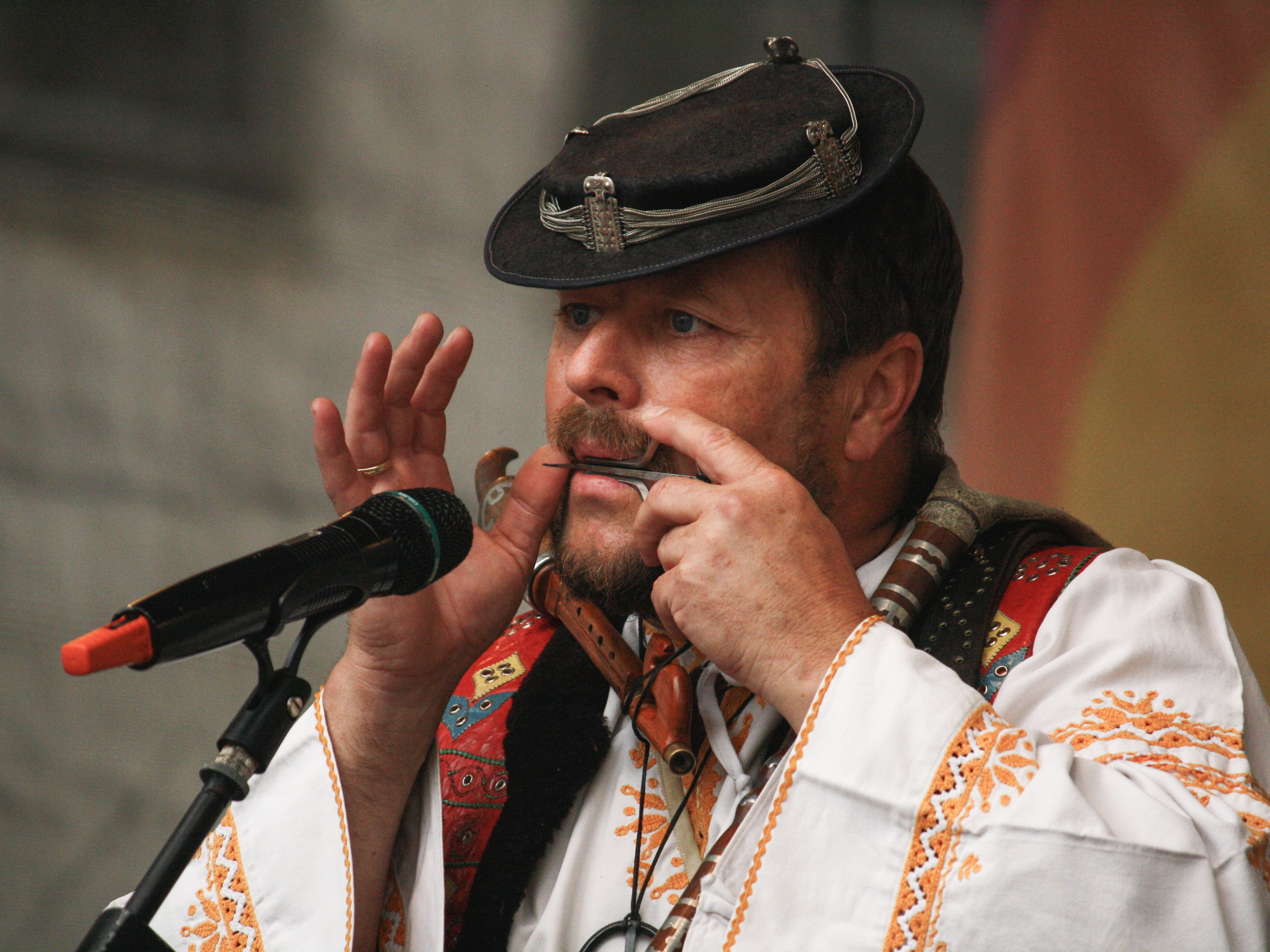
Mężczyzna grający na drumli

Drumla (śrwniem. Trumel, bęben) – ludowy instrument muzyczny z grupy idiofonów szarpanych.

## O instrumencie
Drumla najczęściej wykonana jest z metalu, przy czym instrumenty europejskie wykonywane są ze stali, natomiast azjatyckie z brązu. Czasami np. na Dalekim Wschodzie, Indochinach, Alasce wykonywany jest z drewna, bambusa lub innych materiałów.
Dzięki swojej prostej budowie instrument używany jest w różnych formach od wielu wieków i w różnych regionach świata: Środkowa i Wschodnia Azja, Indochiny, Indie, Alaska.
W Europie popularny m.in. w muzyce cygańskiej.

## Technika gry
Na drumli gra się, trzymając ją w ustach i szarpiąc palcem ruchomy języczek, przy czym najczęściej opiera się nieruchomą część instrumentu na zębach. Czasem trzyma się go bezpośrednio w ustach bez kontaktu z zębami (technika water drop).
Zmiany wysokości i barwy dźwięku uzyskuje się, zmieniając ułożenie jamy ustnej (poprzez odpowiednie ruchy języka i podniebienia), zmieniając ułożenie ust, gardła oraz poprzez wciąganie/wydychanie powietrza.

### Pochodzenie nazwy
W języku angielskim drumla, czyli jaw harp (jaw – szczęka, harp – harfa), często mylnie nazywana jest harfą Żyda (Jew's harp), co powoduje błędne wyobrażenie o pochodzeniu instrumentu – prawdopodobnie przywędrował on do Europy ze Wschodniej Azji, może z krajów stepowych (jak Kazachstan czy Tuwa), ze strefy tajgi (Jakucja, Buriacja) lub z którychś gór (Ałtaj, Sajany, Tybet).